# 卡松山
卡松山（阿拉伯语：‎，Jabal Qāsiyūn）是叙利亚大马士革一座山。山上有一系列的餐厅，可以在此俯瞰整个城市。随着城市的不断扩大，此山的山坡已经建成市区。它的最高点高1,151（3,776英尺）。
自叙利亚内战开始以来，卡松山已被大量叙利亚政府军盘踞。

## 宗教意义
卡松山的山坡有一个传说中的洞穴。据说第一个人亚当时已经有人居住；并且有各种各样讲述易卜拉欣（亚伯拉罕）的故事，耶稣也曾在此祷告。中世纪阿拉伯史书称此处为该隐杀死亚伯的地点。多年来此处被认为是祷告立刻能得到答应的地点，尤其是在干旱的时候，大马士革的统治者会爬到洞穴祈雨。因为据称在那里曾发生人类第一次谋杀案，而被称为“血洞”（Maghārat al-Dam）。